# Herb obwodu czernihowskiego

Herb obwodu czernihowskiego

Herb obwodu czernihowskiego przedstawia w srebrnym polu czarnego koronowanego dwugłowego orła, ze złotym dziobem i pazurami, czerwonym językiem oraz łapami. Na tarczy piersiowej obrzeżonej złotem w polu błękitnym znak księcia Mścisława, założyciela księstwa czernihowskiego w XI wieku. Herb obwodu nawiązuje do herbu województwa czernihowskiego z lat 1635–1686 I Rzeczypospolitej. Po 1672 r. herbem guberni czernihowskiej był czarny jednogłowy orzeł w koronie, zwrócony w lewo i trzymający w lewej łapie na długim drzewcu krzyż. Obecny herb został przyjęty 11 lipca 2000 roku.